# إذاعة الرسالة
إذاعة الرسالة هي اذاعة لبنانية تبث من بيروت. أسستها حركة أمل كإذاعة حزبية وتجارية في لبنان. تبث البرامج الأخبارية والسياسية بالإضافة للمنوعات والبرامج المحلية والمسابقات.

## موجاتها
تبث الإذاعة عبر موجات اف ام على الترددات التالية:
- 89.3 MHz (بيروت)
- 89.1 MHz (طرابلس)
- 88.9 MHz (صيدا، صور، الناقورة)

## الوصلات الخارجية
- البث المباشر لإذاعة الرسالة
- الموقع الرسمي لإذاعة الرسالة